# سارا لورن
سارا لورن (به انگلیسی: Sara Loren) زاده ۱۹۸۶ بازیگر پاکستانی است.

## آثار بازیگری
- ماه نور (۲۰۰۴)
- مهرون نسا (۲۰۰۴)
- قافله (۲۰۰۷)
- ساحره (۲۰۱۰)
- قتل ۳ (۲۰۱۳)
- انجمن (۲۰۱۳)
- سلطنت (۲۰۱۴)
- اوه تو (۲۰۱۴)
- باراخا (۲۰۱۵)
- سلام بر عشق (۲۰۱۶)
- جوانی دوباره برنمی‌گردد ۲ (۲۰۱۸)
- شوهر متقلب (۲۰۱۹)